# Todd Bennett
Todd Anthony Bennett  (6. července 1962, Southampton – 16. července 2013, Southampton) byl britský atlet, jehož specializací byl běh na 400 metrů.

## Kariéra
Během osmdesátých let 20. století patřil mezi přední evropské běžce na 400 metrů. V roce 1981 se stal juniorským mistrem Evropy v běhu na 400 metrů. Byl také členem stříbrné britské štafety na 4 × 400 metrů – stejného úspěchu dosáhl o rok později na evropském šampionátu v Athénách. Při premiéře mistrovství světa v roce 1983 doběhla britská štafeta s Bennettem třetí, na olympiádě v Los Angeles v následující sezóně druhá. Nejúspěšnější se pro něj stal rok 1985 – zvítězil v běhu na 400 metrů na halovém mistrovství Evropy, při premiéře halového mistrovství světa skončil na této trati druhý. Druhý titul halového mistra Evropy v běhu na 400 metrů vybojoval v roce 1987.